# Liste der Naturdenkmale in Landau in der Pfalz
Die Liste der Naturdenkmale in Landau in der Pfalz nennt die im Stadtgebiet von Landau in der Pfalz ausgewiesenen Naturdenkmale (Stand 29. April 2024).

## Naturdenkmale
| Nr.         | Bezeichnung                          | Lage                                                                        | Beschreibung                                                                                                | Bild                                    |
| ----------- | ------------------------------------ | --------------------------------------------------------------------------- | --- | --------------------------------------- |
| ND-7313-173 | Rosskastanienallee „Zum Queichanger“ | Queichheim, Zum Queichanger Lage                                            | Aesculus hippocastanum, 44 Bäume, zwischen zehn und 90 Jahren alt, teilweise Nachpflanzungen                | Fotos hochladen                         |
| ND-7313-174 | Schwefelquelle „Kühungerbrunnen“     | Arzheim, westlich des Ortes; Flur Im oberen Jagdbusch Lage                  | gefasste Schwefelquelle im Natursteintrog                                                                   | Fotos hochladen                         |
| ND-7313-175 | Naturquelle „Kindelbrunnen“          | Godramstein, Sulzlochweg, neben Nr. 7 Lage                                  | Naturquelle in Quellhaus                                                                                    | Fotos hochladen                         |
| ND-7313-176 | Bergkuppe „Krappenfelsen“            | Godramstein, in der Waldgemarkung nordwestlich von Eußerthal Lage           | Buntsandsteinformation auf Bergkuppe; flächenhaftes Naturdenkmal, 0,2 ha; teilweise zu Siebeldingen         | mehr Fotos \| Fotos hochladen           |
| ND-7313-177 | Zwei Mammutbäume                     | Godramstein, Bahnhofstraße, gegenüber Nr. 32 Lage                           | Sequoiadendron giganteum, zwei Bäume, um 1860 gepflanzt, ca. 30 m hoch                                      | Fotos hochladen                         |
| ND-7313-178 | Naturquellen und Hordtweiher         | Mörzheim, Raiffeisenstraße Lage                                             | Pappelanlage und Weiher; flächenhaftes Naturdenkmal, ca. 0,8 ha                                             | Direkt Bild zu diesem Denkmal hochladen |
| ND-7313-179 | Linde (Nußdorf)                      | Nußdorf, Kirchstraße, vor Nr. 55 Lage                                       | Tilia sp., um 1990 gepflanzt (Nachpflanzung), ursprünglich drei Bäume                                       | Fotos hochladen                         |
| ND-7313-180 | Mandelallee (Nußdorf)                | Nußdorf, südöstlich des Ortes an der L 512 Lage                             | Prunus dulcis, 107 Bäume, zwischen 1945 und 1990 gepflanzt, überwiegend Nachpflanzungen                     | Direkt Bild zu diesem Denkmal hochladen |
| ND-7313-182 | Mandelallee Wollmesheim              | Wollmesheim, nordwestlich des Ortes an der L 509 Lage                       | Prunus dulcis, 38 Bäume, zwischen 1945 und 1990 gepflanzt, überwiegend Altbäume                             | Direkt Bild zu diesem Denkmal hochladen |
| ND-7313-183 | Kaisereiche                          | Landau, im Goethepark Lage                                                  | Quercus robur, 1871 gepflanzt, ca. 35 m hoch                                                                | Fotos hochladen                         |
| ND-7313-184 | Eiche                                | Landau, im Nordteil des Ostparks Lage                                       | Quercus robur, um 1840 gepflanzt, ca. 25 m hoch                                                             | Fotos hochladen                         |
| ND-7313-185 | Nussbaum                             | Landau, im Südteil des Ostparks Lage                                        | Juglans nigra, um 1910 gepflanzt, ca. 30 m hoch                                                             | Fotos hochladen                         |
| ND-7313-186 | Zerreiche                            | Landau, im Savoyenpark Lage                                                 | Quercus cerris, um 1870 gepflanzt, ca. 30 m hoch                                                            | Direkt Bild zu diesem Denkmal hochladen |
| ND-7313-187 | Fächerblattbaum                      | Landau, im Goethepark Lage                                                  | Ginkgo biloba, um 1870 gepflanzt, ca. 25 m hoch                                                             | Fotos hochladen                         |
| ND-7313-190 | Hängeschnurbaum                      | Landau, Richthofenstraße, bei Nr. 28 Lage                                   | Styphnolobium japonicum f. pendula, um 1870 gepflanzt, ca. 8 m hoch                                         | Fotos hochladen                         |
| ND-7313-191 | Mammutbaum                           | Landau, Westring, bei Nr. 23 Lage                                           | Sequoiadendron giganteum, um 1880 gepflanzt, ca. 20 m hoch                                                  | Fotos hochladen                         |
| ND-7313-192 | Zwei Mammutbäume                     | Landau, Godramsteinerstraße, bei Nr. 1 und 5 Lage                           | Sequoiadendron giganteum, zwei von ursprünglich vier Bäumen, zwischen 1870 und 1880 gepflanzt, 25–30 m hoch | Fotos hochladen                         |
| ND-7313-193 | Schwefelbrunnen                      | Landau, unmittelbar westlich der Stadt; Flur Am Schwefelbrunnen Lage        | Naturquelle mit Sandsteineinfassung                                                                         | Fotos hochladen                         |
| ND-7313-195 | Zwei Blasenbäume                     | Landau, Eichbornstraße, bei Nr. 3 Lage                                      | Koelreuteria paniculata, zwei Bäume, um 1920 gepflanzt, ca. 10 m hoch                                       | Fotos hochladen                         |
| ND-7313-196 | Blaue Atlaszeder                     | Landau, Westbahnstraße, bei Nr. 9 Lage                                      | Cedrus atlantica f. glauca, um 1890 gepflanzt, ca. 30 m hoch                                                | Fotos hochladen                         |
| ND-7313-197 | Drei Bäume (Linde, Eiche, Eibe)      | Landau, An 44, bei Nr. 31 Lage                                              | Tilia sp., um 1900 gepflanzt; Quercus sp., um 1880 gepflanzt; Taxus baccata, um 1910 gepflanzt;             | Fotos hochladen                         |
| ND-7313-198 | Blutbuche                            | Landau, An 44, Grünanlage Spionskopf Lage                                   | Fagus sylvatica f. purpurea, um 1880 gepflanzt, ca. 25 m hoch                                               | Fotos hochladen                         |
| ND-7313-200 | Wildkirsche                          | Landau, Marienring, bei Nr. 13 Lage                                         | Prunus avium, um 1910 gepflanzt, 13 m hoch                                                                  | Fotos hochladen                         |
| ND-7313-201 | Große Hohl                           | Wollmesheim, nordöstlich des Ortes im Zuge der L 510 (Landauer Straße) Lage | Hohlweg mit Gehölzen; flächenhaftes Naturdenkmal                                                            | Fotos hochladen                         |
| ND-7313-202 | Tulpenbaum                           | Landau, im Goethepark westlich des Springbrunnens Lage                      | Liriodendron tulipifera, um 1900 gepflanzt, ca. 30 m hoch                                                   | Fotos hochladen                         |
| ND-7313-203 | Fächerblattbaum                      | Landau, im Savoyenpark Lage                                                 | Ginkgo biloba, um 1910 gepflanzt, ca. 25 m hoch                                                             | Fotos hochladen                         |

## Ehemalige Naturdenkmale
| Nr.         | Bezeichnung                 | Lage                                                                              | Beschreibung | Bild                                    |
| ----------- | --------------------------- | --------------------------------------------------------------------------------- | --- | --------------------------------------- |
|             | Nussbaum                    | Arzheim, südlich des Ortes; Flur Im Kaffeneck Lage                                | Juglans regia; Rechtsverordnung aufgehoben | Direkt Bild zu diesem Denkmal hochladen |
|             | Tertiärfelsen Kleine Kalmit | Arzheim, südwestlich des Ortes Lage                                               | flächenhaftes Naturdenkmal; teilweise zu Ilbesheim bei Landau in der Pfalz; Rechtsverordnung aufgehoben, jetzt Naturschutzgebiet Kleine Kalmit | Direkt Bild zu diesem Denkmal hochladen |
|             | Kaiserbaum                  | Godramstein, Kellereigasse, vor Nr. 2 Lage                                        | Paulownia tomentosa; Rechtsverordnung aufgehoben                                                                                               | Direkt Bild zu diesem Denkmal hochladen |
|             | Kapbachweiher               | Mörzheim, nordwestlich des Ortes; Flur In den Kapbachwiesen Lage                  | Weiher mit Pappelanlage; flächenhaftes Naturdenkmal; Rechtsverordnung aufgehoben                                                               | Direkt Bild zu diesem Denkmal hochladen |
|             | Baumgruppe                  | Nußdorf, nordwestlich des Ortes an der L 512; Flur An den drei Steinen Lage       | Tilia sp., drei Bäume, und Juglans regia, zwei Bäume; Rechtsverordnung aufgehoben                                                              | Direkt Bild zu diesem Denkmal hochladen |
|             | Luitpoldlinde               | Nußdorf, Lindenbergstraße, Ecke Geißelgasse Lage                                  | Tilia sp.; Rechtsverordnung aufgehoben | Direkt Bild zu diesem Denkmal hochladen |
|             | Linde                       | Nußdorf, Lindenbergstraße, Ecke Am heimlichen Eck Lage                            | Tilia sp.; Rechtsverordnung aufgehoben | Direkt Bild zu diesem Denkmal hochladen |
|             | Eine Buche und zwei Fichten | Nußdorf, in der Waldgemarkung nördlich von Eußerthal; bei der Freßwasenhütte Lage | Fagus sylvatica, ein Baum, und Picea abies, zwei Bäume; Rechtsverordnung aufgehoben                                                            | Direkt Bild zu diesem Denkmal hochladen |
| ND-7313-181 | Friedenlinde 1871           | Wollmesheim, Landauer Straße, Ecke Kleine Kirchhohl Lage                          | Tilia sp.; Rechtsverordnung aufgehoben | Fotos hochladen                         |
|             | Rosskastanie                | Wollmesheim, nordwestlich des Ortes an der L 510 Lage                             | Aesculus hippocastanum; Rechtsverordnung aufgehoben                                                                                            | Direkt Bild zu diesem Denkmal hochladen |
|             | Baumgruppe                  | Landau, im Ostpark am Südostende des Weihers Lage                                 | Populus alba, vier Bäume; Rechtsverordnung aufgehoben                                                                                          | Direkt Bild zu diesem Denkmal hochladen |
|             | Nussbaum                    | Landau, im Ostpark, südlich der Jugendstil-Festhalle Lage                         | Juglans cinerea; Rechtsverordnung aufgehoben                                                                                                   | Direkt Bild zu diesem Denkmal hochladen |
|             | Geweihbaum                  | Landau, im Ostpark, südlich der Jugendstil-Festhalle Lage                         | Gymnocladus dioicus; Rechtsverordnung aufgehoben                                                                                               | Direkt Bild zu diesem Denkmal hochladen |
|             | Baumgruppe                  | Landau, im Ostpark, südlich der Jugendstil-Festhalle Lage                         | Populus nigra 'Italica', zwei Bäume; Rechtsverordnung aufgehoben                                                                               | Direkt Bild zu diesem Denkmal hochladen |
|             | Ahornbaum                   | Landau, im Ostpark, südlich der Jugendstil-Festhalle Lage                         | Acer saccharinum; Rechtsverordnung aufgehoben                                                                                                  | Direkt Bild zu diesem Denkmal hochladen |
|             | Zwei Erlen                  | Landau, im Ostpark am Südwestufer des Weihers Lage                                | Alnus cordata, zwei Bäume; Rechtsverordnung aufgehoben                                                                                         | Direkt Bild zu diesem Denkmal hochladen |
|             | Weide                       | Landau, im Goethepark westlich der Rasenfläche Lage                               | Salix sp.; Rechtsverordnung aufgehoben | Direkt Bild zu diesem Denkmal hochladen |
| ND-7313-188 | Platane                     | Landau, im Schillerpark Lage                                                      | Platanus ×hispanica; Rechtsverordnung aufgehoben                                                                                               | Direkt Bild zu diesem Denkmal hochladen |
|             | Rosskastanie                | Landau, Waffenstraße, am Galeerenturm Lage                                        | Aesculus hippocastanum; Rechtsverordnung aufgehoben                                                                                            | Direkt Bild zu diesem Denkmal hochladen |
|             | Rosskastanie                | Landau, Weißquartierplatz Lage                                                    | Aesculus hippocastanum; Rechtsverordnung aufgehoben                                                                                            | Direkt Bild zu diesem Denkmal hochladen |
| ND-7313-189 | Perlschnurbaum              | Landau, Ostbahnstraße Lage                                                        | Styphnolobium japonicum; Rechtsverordnung aufgehoben                                                                                           | Direkt Bild zu diesem Denkmal hochladen |
|             | Birnbaum                    | Landau, westlich der Stadt zwischen Bahnlinie und Queich                          | Pyrus communis; Rechtsverordnung aufgehoben | Direkt Bild zu diesem Denkmal hochladen |
|             | Eiche                       | Landau, Ostbahnstraße, Ecke Ostring Lage                                          | Quercus robur; Rechtsverordnung aufgehoben | Direkt Bild zu diesem Denkmal hochladen |
|             | Nussbaum                    | Landau, westlich der Stadt zwischen Bahnlinie und Queich                          | Juglans regia; Rechtsverordnung aufgehoben | Direkt Bild zu diesem Denkmal hochladen |
|             | Mammutbaum                  | Landau, Ravelinstraße, bei Nr. 3 Lage                                             | Sequoiadendron giganteum; Rechtsverordnung aufgehoben                                                                                          | Direkt Bild zu diesem Denkmal hochladen |
|             | Zeder                       | Landau, Marienring, bei Nr. 8 Lage                                                | Cedrus atlantica; Rechtsverordnung aufgehoben                                                                                                  | Direkt Bild zu diesem Denkmal hochladen |
|             | Trauerweide                 | Landau, auf dem Friedhof                                                          | Salix alba f. tristis; Rechtsverordnung aufgehoben                                                                                             | Direkt Bild zu diesem Denkmal hochladen |
| ND-7313-194 | Trauerweide                 | Landau, im Zoo Lage                                                               | Salix alba f. tristis; Rechtsverordnung aufgehoben                                                                                             | Direkt Bild zu diesem Denkmal hochladen |
|             | Kiefer                      | Landau, auf dem Friedhof, hinter der Aussegnungshalle Lage                        | Pinus nigra Rechtsverordnung aufgehoben | Direkt Bild zu diesem Denkmal hochladen |
|             | Japanische Schirmtanne      | Landau, im Zoo                                                                    | Sciadopitys verticillata; Rechtsverordnung aufgehoben                                                                                          | Direkt Bild zu diesem Denkmal hochladen |
|             | Baumhasel                   | Landau, im Zoo                                                                    | Corylus colurna; Rechtsverordnung aufgehoben                                                                                                   | Direkt Bild zu diesem Denkmal hochladen |
|             | Blutbuche                   | Landau, im Zoo                                                                    | Fagus sylvatica f. purpurea; Rechtsverordnung aufgehoben                                                                                       | Direkt Bild zu diesem Denkmal hochladen |
|             | Weißdorn                    | Landau, im Zoo                                                                    | Crataegus sp.; Rechtsverordnung aufgehoben | Direkt Bild zu diesem Denkmal hochladen |
|             | Japanischer Perlschnurbaum  | Landau, im Savoyenpark                                                            | Styphnolobium japonicum; Rechtsverordnung aufgehoben                                                                                           | Direkt Bild zu diesem Denkmal hochladen |
|             | Geweihbaum                  | Landau, im Schillerpark                                                           | Gymnocladus dioicus; Rechtsverordnung aufgehoben                                                                                               | Direkt Bild zu diesem Denkmal hochladen |
|             | Drei rotblättrige Ahorne    | Landau, im Schillerpark                                                           | Acer palmatum 'Atropurpureum', drei Bäume; Rechtsverordnung aufgehoben                                                                         | Direkt Bild zu diesem Denkmal hochladen |
|             | Geschlitztblättrige Erle    | Landau, im Schillerpark                                                           | Alnus glutinosa 'Laciniata'; Rechtsverordnung aufgehoben                                                                                       | Direkt Bild zu diesem Denkmal hochladen |
|             | Trompetenbaum               | Landau, im Schillerpark                                                           | Catalpa bignonioides; Rechtsverordnung aufgehoben                                                                                              | Direkt Bild zu diesem Denkmal hochladen |
|             | Silber-Ahorn                | Landau, im Goethepark                                                             | Acer saccharinum; Rechtsverordnung aufgehoben                                                                                                  | Direkt Bild zu diesem Denkmal hochladen |
|             | Zürgelbaum                  | Landau, im Goethepark                                                             | Celtis australis; Rechtsverordnung aufgehoben                                                                                                  | Direkt Bild zu diesem Denkmal hochladen |
|             | Blasenbaum                  | Landau, im Goethepark                                                             | Koelreuteria paniculata; Rechtsverordnung aufgehoben                                                                                           | Direkt Bild zu diesem Denkmal hochladen |
|             | Japanische Zelkove          | Landau, im Ostpark                                                                | Zelkova serrata; Rechtsverordnung aufgehoben                                                                                                   | Direkt Bild zu diesem Denkmal hochladen |
|             | Papiermaulbeerbaum          | Landau, Cornichonstraße, Ecke Vogesenstraße Lage                                  | Broussonetia papyrifera; Rechtsverordnung aufgehoben                                                                                           | Direkt Bild zu diesem Denkmal hochladen |
|             | Kaiserbaum                  | Landau, Westbahnstraße, bei Nr. 2 Lage                                            | Paulownia tomentosa; Rechtsverordnung aufgehoben                                                                                               | Direkt Bild zu diesem Denkmal hochladen |
|             | Ussuri-Birne                | Landau, im Schillerpark                                                           | Pyrus ussuriensis; Rechtsverordnung aufgehoben                                                                                                 | Direkt Bild zu diesem Denkmal hochladen |
|             | Douglastanne                | Landau, im Schillerpark                                                           | Pseudotsuga menziesii; Rechtsverordnung aufgehoben                                                                                             | Direkt Bild zu diesem Denkmal hochladen |
|             | Rotblühende Kastanie        | Landau, im Savoyenpark                                                            | Aesculus ×carnea; Rechtsverordnung aufgehoben                                                                                                  | Direkt Bild zu diesem Denkmal hochladen |